# Haplochromis sp. nov. 'ruby
Haplochromis sp. nov. 'ruby' је зракоперка из реда Perciformes. 

## Угроженост
Ова врста је крајње угрожена и у великој опасности од изумирања.

## Распрострањење
Ареал врсте је ограничен на једну државу. 
Уганда је једино познато природно станиште врсте.

## Станиште
Станиште врсте су слатководна подручја. 